# Kanton Sarre-Union
Sarre-Union is een voormalig kanton van het Franse departement Bas-Rhin. Het kanton maakte deel uit van het arrondissement Saverne.
Het kanton is op 1 januari 2015 opgeheven en de gemeenten de gemeenten werden ingedeeld bij het nieuwe kanton Ingwiller.

## Gemeenten
Het kanton Sarre-Union omvatte de volgende gemeenten:
- Altwiller
- Bissert
- Butten
- Dehlingen
- Diedendorf
- Domfessel
- Harskirchen
- Herbitzheim
- Hinsingen
- Keskastel
- Lorentzen
- Oermingen
- Ratzwiller
- Rimsdorf
- Sarre-Union (hoofdplaats)
- Sarrewerden
- Schopperten
- Siltzheim
- Vœllerdingen
- Wolfskirchen